# Доленя Вас-при-Мирній Печі
Доленя Вас-при-Мирній Печі (словен. Dolenja vas pri Mirni Peči) — поселення в общині Мирна Печ, регіон Південно-Східна Словенія, Словенія.